# إنزو دينا
كان إنزو ديينا (23 مارس 1927 - 20 يناير 2000)، من هواة جمع الطوابع الإيطالي الذي واصل تقليد والده ألبرتو ديينا وجده إميليو ديينا في تكريس نفسه لدراسة الطوابع الإيطالية.

## العمل والطموح
جمع ديينا طوابع البريد الإيطالية، وخاصةً الطوابع الكلاسيكية المبكرة لإيطاليا والولايات الإيطالية في القرن التاسع عشر. وكان محررًا للعديد من المنشورات الطوابعية، مثل "إيطاليا فيلاتيليكا"، التي اندمجت لاحقًا لتصبح "لا سيتيمانا ديل كوليزيونيستا" لتشكل "إيل كوليزيونيستا - إيطاليا فيلاتيليكا". عمل ديينا مع عدد من مُفهرسي الطوابع الإيطالية، وكتب بغزارة عن طوابع إيطاليا والولايات الإيطالية.
خدم ديينا في عدد من لجان التحكيم الدولية في مجال طوابع البريد على مدار أربعين عامًا.
أقر مكتب البريد الإيطالي بمعرفته بعلم طوابع البريد الإيطالي، مما أدى إلى قبوله في لجنة طوابع البريد التابعة لوزارة البريد الإيطالية.

## التكريم والجوائز
وقع ديينا على القائمة الذهبية لهواة جمع الطوابع الإيطاليين في عام 1967، ووقع على قائمة هواة جمع الطوابع المتميزين في عام 1977، وحصل على ميدالية ليختنشتاين في عام 1978. حصل على جائزة لوف في عام 1981 لمساهماته الاستثنائية في مجال هواة جمع الطوابع وميدالية ليندنبرج في عام 1984. ادرج اسمهُ في قاعة مشاهير الجمعية الأمريكية لهواة طوابع البريد في عام 2001.